# Chris Peeters
Pour les articles homonymes, voir Peeters.
 (janvier 2024).
Christiaan Peeters, dit Chris Peeters, né en 1966 à Zonhoven, est un chef d'entreprise belge. Depuis 2015, il est PDG du gestionnaire de réseau Elia. En novembre 2023, il devient PDG de l'entreprise postale bpost.

## Biographie
Chris Peeters étudie à l'institut Saint-Jean Berchmans à Zonhoven et entreprend plus tard des études d'ingénieur civil à la KUL[Quoi ?]. Il commence sa carrière en tant qu'ingénieur de construction indépendant, dirige ensuite son entreprise sidérurgique Altro Steel pendant quatre ans et travaille comme directeur commercial et technique chez Hoogovens Aluminium de 1996 à 1998. De 1998 à 2012, il est associé du cabinet de conseil McKinsey et de 2012 à 2015, il est directeur du conseil aux entreprises chez la société de services pétroliers Schlumberger à Paris.
En 2015, il succède au PDG par intérim François Cornelis en tant que PDG du gestionnaire de réseau Elia. Il est également président du conseil de surveillance de 50hertz Transmission et des conseils d'administration d'Elia Grid International et d'Eurogrid International et membre du comité de direction de la Fédération des entreprises de Belgique. De 2015 à 2020, il est membre du conseil de surveillance d'EPEX SPOT. Le 30 octobre 2023, Peeters quitte ses fonctions de PDG d'Elia et occupe le même poste au sein de l'entreprise postale bpost à partir du 1er novembre, succédant ainsi à Philippe Dartienne, PDG par intérim.
En mars 2022, Peeters est nommé manager de l'année 2021 par le magazine économique Trends. Sous sa direction, Elia s'impose comme l'un des gestionnaires de réseau les plus innovants d'Europe[non neutre].